# Muratbağı, Şarkikaraağaç
Muratbağı là một xã thuộc huyện Şarkikaraağaç, tỉnh Isparta, Thổ Nhĩ Kỳ. Dân số thời điểm năm 2011 là 240 người.